# Luisa Passerini
Luisa Passerini (Asti, 2 febbraio 1941) è una storica italiana.
Ha insegnato storia culturale presso l'Università di Torino, è professoressa emerita di Storia presso l'Istituto Universitario Europeo di Firenze e professoressa ospite presso il Master in Storia Orale della Columbia University di New York.

## Biografia
Luisa Passerini è nata ad Asti nel 1941 e si è laureata in filosofia e storia presso l'Università di Torino nel 1965. Durante i suoi studi, fu politicamente attiva; si impegnò nel movimento delle donne e sostenne le lotte per la liberazione dei popoli colonizzati. Nel 1967 si rese a Dar es Salaam, studiando e lavorando con il movimento di liberazione del Mozambico Frelimo. Ricca di questa esperienza, scrisse Colonialismo portoghese e lotta di liberazione in Mozambico (1970) e curò, assieme a Giovanni Arrighi, La politica della parentela: analisi situazionali di società africane in transizione (1976). 
Verso la fine degli anni settanta, Passerini si spostò dalla storia sociale e politica per dedicarsi alla storia culturale. Mise in pratica le tecniche della storia orale per scrivere Torino operaia e fascismo (1984), un volume che esplora l'autorappresentazione degli uomini e delle donne della classe operaia nel periodo fascista. Il suo volume Autoritratto di gruppo (1988) combina la storia orale con il trattamento romanzesco dell'esperienza studentesca di una giovane donna alla fine degli anni '60, con dei capitoli alternati in forma di diario.
Nell'estate del 1989, Passerini fu professoressa ospite di Storia presso la New School for Social Research di New York . Nell'autunno del 1993 è stata professoressa ospite alla New York University.

## Opere
- Colonialismo portoghese e lotta di liberazione nel Mozambico, a cura di Luisa Passerini, Torino, Einaudi, 1970
- La politica della parentela: analisi situazionali di società africane in transizione, a cura di Giovanni Arrighi e Luisa Passerini, Milano, Feltrinelli, 1976
- Storia orale: vita quotidiana e cultura materiale delle classi subalterne, a cura di Luisa Passerini, Torino, Rosenberg & Sellier, 1978
- Luisa Passerini, Soggettività operaia e fascismo: indicazioni di ricerca delle fonti orali, Milano, Feltrinelli, 1980
- Luisa Passerini, Torino operaia e fascismo: una storia orale, Roma, Laterza, 1984
- Luisa Passerini, L'archivio sonoro, Torino, Loescher, 1987
- Luisa Passerini, Autoritratto di gruppo, Firenze, Giunti, 1988
- Luisa Passerini, Storia e soggettività: le fonti orali, la memoria, Scandicci, La nuova Italia, 1988
- La cultura e i luoghi del '68, a cura di Aldo Agosti, Luisa Passerini, Nicola Tranfaglia, Milano, Angeli, 1991
- Luisa Passerini, Mussolini immaginario: storia di una biografia 1915-1939, Roma-Bari, Laterza, 1991
- Luisa Passerini, Storie di donne e femministe, Torino, Rosenberg & Sellier, 1991
- Identità culturale europea: idee, sentimenti, relazioni, a cura di Luisa Passerini, Scandicci, La nuova Italia, 1998
- Luisa Passerini, L'Europa e l'amore, Milano, Il saggiatore, 1999
- Luisa Passerini, Il mito d'Europa: radici antiche per nuovi simboli, Firenze, Giunti, 2002
- Luisa Passerini, Memoria e utopia: il primato dell'intersoggettività, Torino, Bollati Boringhieri, 2003
- Fuori della norma: storie lesbiche nell'Italia della prima metà del Novecento, a cura di Nerina Milletti e Luisa Passerini, Torino, Rosenberg & Sellier, 2007
- La laicità delle donne, a cura di Luisa Accati e Luisa Passerini, Firenze, European press academic publishing, 2008
- Luisa Passerini, Sogno di Europa, Torino, Rosenberg & Sellier, 2009
- Donne per l'Europa, a cura di Luisa Passerini e Federica Turco, Torino, Rosenberg & Sellier, 2013
- Luisa Passerini, In difesa di Don Giovanni: mitobiografia di una femminista, Roma, Manifestolibri, 2020
- Luisa Passerini, Artebiografia: percorsi di artiste tra Italia e Africa, Torino, Rosenberg & Sellier, 2024
- V. Russo, La Resistenza continua: il colonialismo portoghese, le lotte di liberazione e gli intellettuali italiani, Milano, Meltemi, 2020